# 第9海兵歩兵連隊 (フランス軍)
第9海兵歩兵連隊（だいきゅうかいへいほへいれんたい、9e régiment d'infanterie de marine：9e RIMa）は、ギュイヤンヌ・フランセーズ県カイエンヌに駐屯する、フランス領ギアナ駐屯フランス軍（FAG）隷下のフランス陸軍海兵隊の歩兵連隊である。
兵種は歩兵、伝統的区分は海兵隊である。

## 沿革
- 1992年：第9海兵歩兵連隊が再編成される。

## 最新の部隊編成
- 連隊本部
- 本部管理中隊
- 森林戦闘中隊
- 総合地区中隊
- 整備中隊
- 第1河川船舶中隊
- 第2河川船舶中隊
- 予備海兵中隊

### 定員
- 連隊の人員構成は不明。

## 連隊の任務
連隊は、フランスの海外県の主権確保（特に対ブラジル）、同地域の国民及び権益の保護（奥地在住の原住民含む）、軍の海外展開における拠点として一定の整備能力及び環境適応訓練が実施できるようにすることである。
また、フランス領ギアナ地域の若者のフランス国家への同化を促進する教育機関としての役割もある。
なお、領域警備については同地域の交通網が未発達のため河川と徒歩による巡察が主となっている。

## 主要装備
- GIAT BM92-G1
- FA-MAS
- FR-F2
- AAT-F1
- AA-52
- 12.7mm重機関銃
- ERYX
- P4
- TRM 2000
- TRM 4000